# Telphousa
Telphousa (grekiska: ΤελΦουσα) var en najadnymf i grekisk mytologi. Hon bodde i den Telphousianska källan vid berget Helikon i Boiotien (centrala Grekland) och var möjligtvis dotter till flodguden Termessos.
Telphousa försökte lura guden Apollon att inte bygga sin helgedom vid hennes källa och han straffade henne då genom att begrava källan under en hög med stenar. Hennes namn antyder att vattnet var farligt och giftigt att dricka, vilket gör det lämpligt att just Apollon förgjorde henne.